# Servílio (1939–2005)
Servílio de Jesus Filho (ur. 15 listopada 1939 w São Paulo, zm. 23 lutego 2005 tamże) – piłkarz brazylijski, występujący na pozycji napastnika.

## Kariera klubowa
Karierę piłkarską Servílio rozpoczął w klubie Portuguesa São Paulo w 1956 roku. W barwach Portuguesy rozegrał 228 spotkań i strzelił 131 bramek. W latach 1963–1969 grał w SE Palmeiras. Z Palmeiras dwukrotnie zdobył mistrzostwo stanu São Paulo – Campeonato Paulista w 1963, 1966, Torneio Rio-São Paulo w 1965, 1967 oraz Torneio Roberto Gomes Pedrosa 1967. W barwach Palmeiras Servílio rozegrał 296 spotkania i strzelił 137 bramek.
W późniejszych latach występował w Corinthians São Paulo (1969–1970), meksykańskim Atlasie Guadalajara (1971), Pauliście Jundiaí (1971), Nacionalu São Paulo (1973–1977) oraz wenezuelskiem klubie Valencia FC, gdzie zakończył karierę w 1977 roku.

## Kariera reprezentacyjna
W reprezentacji Brazylii Servílio zadebiutował 26 maja 1960 w przegranym 2-4 towarzyskim meczu z reprezentacją Argentyny, którego stawką była Copa Julio Roca 1960. Ostatni raz w reprezentacji wystąpił 25 czerwca 1966 w zremisowanym 1-1 towarzyskim meczu reprezentacją Szkocji. Servílio był bliski wyjazdu na Mistrzostwa Świata 1966. Ogółem w reprezentacji wystąpił 8 razy i strzelił 5 bramek.

## Ciekawostki
Również ojciec Servílio – Servílio de Jesús był znanym piłkarzem w latach trzydziestych i czterdziestych. Występował w Corinthians São Paulo oraz reprezentacji Brazylii, z którą uczestniczył w Copa América 1942 i Copa América 1945.